# Yaesecundus iriobeceus
Yaesecundus iriobeceus är en tvåvingeart som beskrevs av Sasa och Suzuki 2000. Yaesecundus iriobeceus ingår i släktet Yaesecundus och familjen fjädermyggor. Inga underarter finns listade i Catalogue of Life.